# Округ Рок (Висконсин)
Рок (енгл. Rock County) је округ у америчкој савезној држави Висконсин.

## Демографија
По попису из 2010. године број становника је 160.331, што је 8.024 (5,3%) становника више него 2000. године.
| Група             | 2000.           | 2010.           |
| Белци             | 135.884 (89,2%) | 135.526 (84,5%) |
| Афроамериканци    | 7.048 (4,6%)    | 7.978 (5,0%)    |
| Азијати           | 1.191 (0,8%)    | 1.630 (1,0%)    |
| Хиспаноамериканци | 5.953 (3,9%)    | 12.124 (7,6%)   |
| Укупно            | 152.307         | 160.331         |